# Hafei
Hafei, officielt Harbin HF Automobile Industry Group Co Ltd (哈飞汽车), er en kinesisk holdingselskab, hvis datterselskaber fremstiller  bilmotorer, sedan'er, MPV'er, minibiler, små lastbiler og varevogne. Datterselskaberne inkluderer bilprducenten Hafei Motor Co Ltd og motorproducenten Harbin Dongan Auto Engine Co (SSE: 600178),som er noteret på Shanghai Stock Exchange.
I 2009 blev størsteparten af virksomheden opkøbt af Changan Auto. Hafei-bilmærket ses sjældent udenfor det nordøstlige Kina.

## Eksport
Anno 2009 har Hafei eksporteret til mere end 40 lande fra produktionsfaciliteterne ved hovedsædet i Harbin i det nordøstlige Kina.

## Modeller
- Baili[2]
- Lobo,[2] en lille bybil designet af Pininfarina.[7]
- Minyi (民意)[2]
- Ruiyi[2]
- Saibao, which was designed by Pininfarina.

- - Coda Sedan en elbil fra Coda Automotive bruger Saibao III platformen med forskellig for- og bagende fascias.[8][9]
- Saima, en lille bybil,[10] som er en licensbygget Mitsubishi Dingo bygget siden 2001.[11]
- Songhhuajiang[2]
- Zhongyi,[2] designet af Pininfarina[12]